# BMW K 1100 RS
BMW K 1100 RS je sportovně cestovní motocykl, vyvinutý firmou BMW, vyráběný v letech 1991–1996. Jeho předchůdcem byl model BMW K 100 RS, nástupcem se stal model BMW K 1200 RS. Motor je řadový čtyřválec chlazený kapalinou.

## Technické parametry
- Rám:
- Suchá hmotnost: 248 kg
- Pohotovostní hmotnost: 268 kg
- Maximální rychlost: 221 km/h
- Spotřeba paliva: l/100 km